# 加列斯
加列斯（法語：Gariès，法語發音：[ɡaʁjɛs]）是法国奧克西塔尼大區塔恩-加龙省的一个市镇，属于卡斯泰尔萨拉桑区。

## 地理
加列斯（43°48'22"N, 1°1'51"E）面积14.15 平方千米，位于法国奧克西塔尼大區塔恩-加龙省，该省份为法国西南部内陆省份，北起顺时针与洛特省、阿韦龙省、塔恩省、上加龙省、热尔省和洛特-加龙省接壤。
与加列斯接壤的市镇（或旧市镇、城区）包括：埃斯卡佐、卡巴纳克-塞冈维尔、拉格罗莱圣尼古拉、布亚克、勒科塞、福多阿斯。

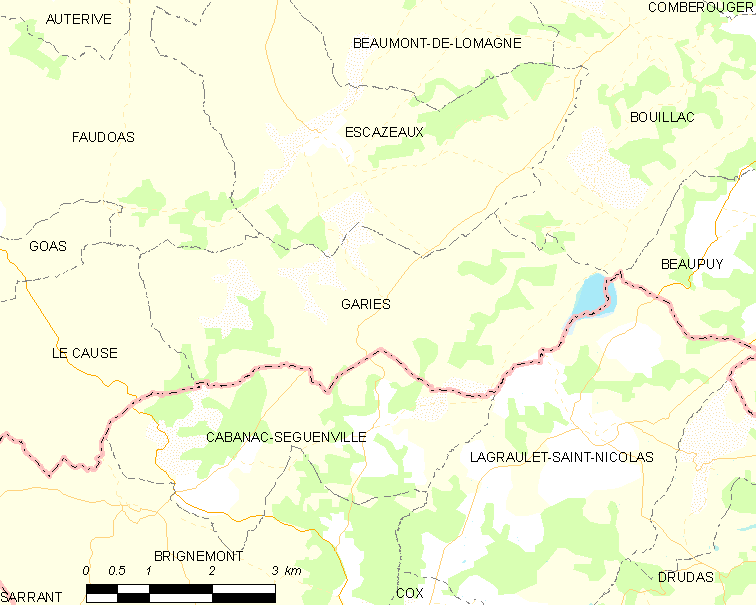
加列斯的OSM定位图

加列斯的时区为UTC+01:00、UTC+02:00（夏令时）。

## 行政
加列斯的邮政编码为82500，INSEE市镇编码为82064。

## 政治
加列斯所属的省级选区为博蒙德洛马涅县。

## 人口

1962-2008年间加列斯人口变化图示

加列斯于2022年1月1日时的人口数量为128人。